# Ted Leo and the Pharmacists
Ted Leo and the Pharmacists, également stylisé Ted Leo/Pharmacists, Ted Leo + Pharmacists ou TL/Rx, est un groupe de rock américain, originaire de Washington, D.C.. Formé en 1999, le groupe combine des éléments de rock, punk rock, rock indépendant et occasionnellement du folk et de la dub. Leur dernier album, The Brutalist Bricks, est sorti en 2010.

## Biographie

### Formation
Ted Leo lance les Pharmacists comme projet solo en 1999. Son ancien groupe, Chisel, se sépare à la fin des années 1990, après laquelle il passe son temps au sein des Spinanes et des Sin Eaters, et produit pour Secret Stars. En 1999, il enregistre l'album tej leo(?), Rx / pharmacists, un effort solo qui mêle punk rock, reggae, dub et expérimentations audio. En 2000, Leo fait de son projet un vrai groupe en recrutant James Canty à la guitare, Jodi V.B. à la basse et Amy Farina à la batterie.

### Période Lookout!
Le groupe signe chez Lookout! Records en 2001 et fait face à un changement de formation avec le départ de V.B. et Farina. Pour l'album The Tyranny of Distance, Leo et Canty utilisent plusieurs choristes en studio. L'album incorpore de multiples styles musicaux comme le rock celtique, les ballades folk acoustique et le pop rock. Pendant les tournées pour The Tyranny of Distance, le bassiste Dave Lerner, le batteur Chris Wilson et le claviériste Dorien Garry deviennent membres permanents. Leur album Hearts of Oak (2003), est axé punk rock  et new wave. L'EP Tell Balgeary, Balgury Is Dead suit peu après et comprend des morceaux en solo de Leo.
Avant la sortie de Shake the Sheets, Garry et Canty quitte le groupe, réduisant le groupe à un trio. L'album explore les sujets sociétaux et politiques et connait le succès grâce au single Me and Mia. L'EP spécial iTunes, Sharkbite Sessions, suit en 2005.

### Période Touch and Go

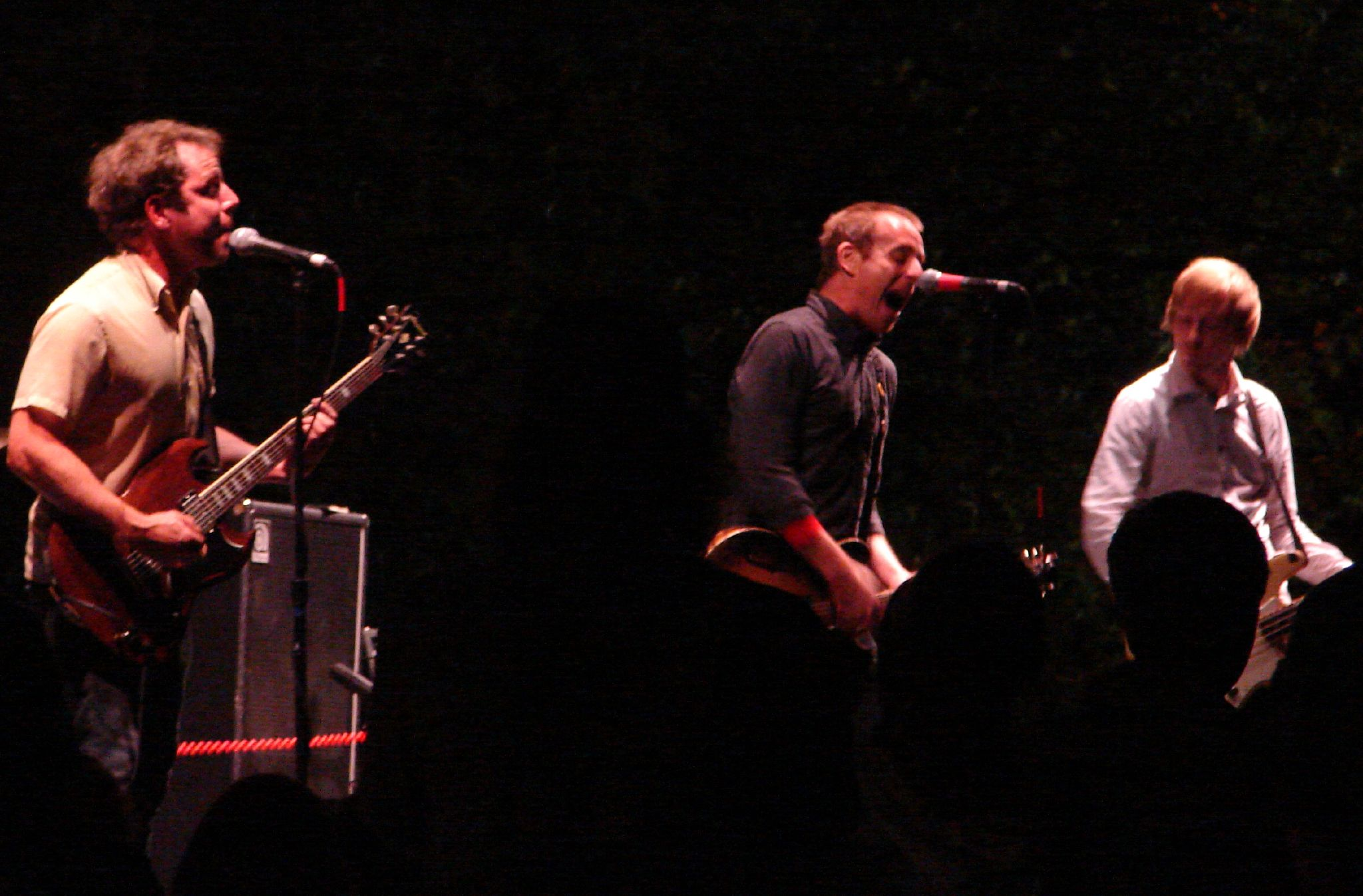
Ted Leo and the Pharmacists au festival Bumbershoot de Seattle en 2007.

En 2006, Ted Leo and the Pharmacists quittent Lookout! à cause des crises financières du label, et signent avec le label de Chicago Touch and Go Records. La popularité du groupe s'agrandit en jouant dans de grands festivals comme le Coachella Valley Music and Arts Festival et le Pitchfork Music Festival. Leur quatrième album, Living with the Living, est publié le 20 mars 2007.
Le bassiste Lerner joue son dernier concert avec le groupe au McCarren Park Pool de Brooklyn, NY, le 12 août 2007,. Marty « Violence » Key de (Young) Pioneers le remplace en tournée. En avril 2008, le groupe enregistre une performance pour la série de concerts Beautiful Noise à Toronto. Ils jouent ensuite six dates au 2008 U.S. tour de Pearl Jam en juin. Ils tournent avec Against Me! et Future of the Left en septembre et octobre 2008.
Le 15 septembre 2008, le groupe sort l'EP surprise Rapid Response. En 2012, Leo annonce un nouvel album.

## Membres

### Membres actuels
- Ted Leo – chant, guitare, piano
- James Canty – guitare, claviers, chœurs
- Chris Wilson – batterie
- Marty Key – basse, chœurs
- Adrienne Berry – saxophone, percussions, claviers, chœurs
- Ralph Darden – guitare, chœurs

### Anciens membres
- Jodi V.B. - guitare basse (1999-2001)
- Amy Farina - batterie (2000-2001)
- Dorien Gary - clavier (2002-2004)
- Dave Lerner - guitare basse (2002-2007)

## Discographie

### Albums studio
- 1999 : tej leo(?), Rx / pharmacists (Gern Blandsten Records)
- 2001 : The Tyranny of Distance (Lookout! Records)
- 2003 : Hearts of Oak (Lookout! Records)
- 2004 : Shake the Sheets (Lookout! Records)
- 2007 : Living with the Living (Touch and Go Records)
- 2010 : The Brutalist Bricks (Matador Records)

### EP
| Année | Titre                          | Label                     |
| ----- | ------------------------------ | ------------------------- |
| 1999  | Guitar for Jodi                | Persona Records           |
| 2000  | Treble in Trouble              | Ace Fu Records            |
| 2003  | Tell Balgeary, Balgury Is Dead | Lookout! Records          |
| 2005  | Split with Blueline Medic      | Casadeldisco Records      |
| 2005  | Sharkbite Sessions             | Lookout! Records / iTunes |
| 2007  | Mo' Living                     | Touch and Go Records      |

### Monoplages
| Année | Titre                                   | Label                |
| ----- | --------------------------------------- | -------------------- |
| 1999  | Split with One AM Radio                 | Garbage Czar Records |
| 2002  | Split with Karla from Ida and Beekeeper | Tigerstyle Records   |

### Morceaux non-album
| Année | Titre                                      | Label                          | Morceau                          |
| ----- | ------------------------------------------ | ------------------------------ | -------------------------------- |
| ?     | Transmission One: Tea at the Palaz of Hoon | Cosmodemonic Telegraph Records | You Always Hate the One You Love |
| 2002  | Don't Know When I'll Be Back Again         | Exotic Fever Records           | Many Rivers to Cross             |

## Vidéographie

### Clips
| Année | Titre                               | Album                  |
| ----- | ----------------------------------- | ---------------------- |
| 2003  | Where Have All the Rude Boys Gone ? | Hearts of Oak          |
| 2004  | Me and Mia                          | Shake the Sheets       |
| 2007  | Bomb. Repeat. Bomb.                 | Living with the Living |
| 2007  | Colleen                             | Living with the Living |

### Documentaires
| Année | Titre          | Label     |
| ----- | -------------- | --------- |
| 2004  | Dirty Old Town | Plexifilm |